# Campionati italiani di triathlon sprint del 2009
I Campionati italiani di triathlon sprint del 2009 sono stati organizzati dalla Federazione Italiana Triathlon e si sono tenuti a Gaggiano in Lombardia, in data 14 giugno 2009.
Tra gli uomini ha vinto Alessandro Fabian ( Carabinieri), mentre la gara femminile è andata a Annamaria Mazzetti ( Fiamme Oro).

## Risultati

### Élite uomini
| Pos. | Atleta               | Società sportiva             | Nuoto    | Bici     | Corsa    | Totale   |
| ---- | -------------------- | ---------------------------- | -------- | -------- | -------- | -------- |
|      | Alessandro Fabian    | Carabinieri                  | 00:09:23 | 00:29:38 | 00:16:40 | 00:55:41 |
|      | Jonathan Ciavattella | Esercito                     | 00:09:29 | 00:29:33 | 00:16:57 | 00:55:59 |
|      | Giulio Molinari      | Carabinieri                  | 00:09:25 | 00:29:36 | 00:17:13 | 00:56:14 |
| 4    | Alberto Alessandroni | Fiamme Oro                   | 00:09:30 | 00:29:31 | 00:17:13 | 00:56:14 |
| 5    | Leonardo Ballerini   | Triathlon Cremona Stradivari | 00:09:29 | 00:29:34 | 00:17:35 | 00:56:38 |
| 6    | Manuele Canuto       | Fiamme Oro                   | 00:09:26 | 00:29:38 | 00:17:53 | 00:56:57 |
| 7    | Mattia Ceccarelli    | DDS                          | 00:09:23 | 00:29:40 | 00:18:25 | 00:57:28 |
| 8    | Danilo Brustolon     | Fiamme Oro                   | 00:10:12 | 00:30:54 | 00:17:20 | 00:58:26 |
| 9    | Emilio D'Aquino      | Carabinieri                  | 00:09:36 | 00:31:34 | 00:17:27 | 00:58:37 |
| 10   | Andrea D'Aquino      | Carabinieri                  | 00:09:42 | 00:31:27 | 00:17:31 | 00:58:40 |
| 11   | Daniel Hofer         | Carabinieri                  | 00:00:00 | 00:41:15 | 00:17:29 | 00:58:44 |
| 12   | Davide Bargellini    | Triathlon Cremona Stradivari | 00:09:28 | 00:29:37 | 00:19:40 | 00:58:45 |
| 13   | Alex Ascenzi         | Fiamme Azzurre               | 00:09:30 | 00:31:39 | 00:17:42 | 00:58:51 |
| 14   | Stefano Belandi      | Fiamme Azzurre               | 00:09:35 | 00:31:37 | 00:17:47 | 00:58:59 |
| 15   | Andrea De Ponti      | Friesian Team                | 00:10:09 | 00:31:02 | 00:17:53 | 00:59:04 |
| 16   | Daniele Fiorentini   | Esercito                     | 00:09:39 | 00:31:37 | 00:18:00 | 00:59:16 |
| 17   | Davide Uccellari     | CUS Parma Medel              | 00:09:33 | 00:31:42 | 00:18:04 | 00:59:19 |
| 18   | Luca Facchinetti     | T.D. Rimini                  | 00:09:38 | 00:31:41 | 00:18:01 | 00:59:20 |
| 19   | Giorgio Roveda       | Esercito                     | 00:09:45 | 00:31:33 | 00:18:09 | 00:59:27 |
| 20   | Andrea Vizzardelli   | DDS                          | 00:09:37 | 00:31:38 | 00:18:23 | 00:59:38 |

### Élite donne
| Pos. | Atleta              | Società sportiva             | Nuoto    | Bici     | Corsa    | Totale   |
| ---- | ------------------- | ---------------------------- | -------- | -------- | -------- | -------- |
|      | Annamaria Mazzetti  | Fiamme Oro                   | 00:10:38 | 00:34:07 | 00:19:40 | 01:04:25 |
|      | Daniela Chmet       | Fiamme Oro                   | 00:10:37 | 00:34:11 | 00:20:08 | 01:04:56 |
|      | Silvia Gemignani    | DDS                          | 00:10:19 | 00:34:28 | 00:20:40 | 01:05:27 |
| 4    | Alice Betto         | Triathlon Novara             | 00:10:47 | 00:34:02 | 00:20:57 | 01:05:46 |
| 5    | Giunia Chenevier    | Fiamme Azzurre               | 00:10:42 | 00:34:00 | 00:22:01 | 01:06:43 |
| 6    | Sara Desideri       | Jhonny Tri Forhans           | 00:10:54 | 00:33:57 | 00:22:03 | 01:06:54 |
| 7    | Monica Cibin        | Triathlon Cremona Stradivari | 00:11:46 | 00:34:39 | 00:20:45 | 01:07:10 |
| 8    | Marta Gaiardelli    | Fiamme Azzurre               | 00:11:39 | 00:34:53 | 00:21:07 | 01:07:39 |
| 9    | Carl Elena Stampfli | DDS                          | 00:10:43 | 00:34:06 | 00:23:00 | 01:07:49 |
| 10   | Adelaide Cappellini | Fiamme Oro                   | 00:10:40 | 00:34:12 | 00:22:59 | 01:07:51 |
| 11   | Maria Pezzarossa    | CUS Parma Medel              | 00:12:02 | 00:34:31 | 00:21:26 | 01:07:59 |
| 12   | Valentina Carta     | Jhonny Tri Forhans           | 00:11:48 | 00:34:44 | 00:21:40 | 01:08:12 |
| 13   | Daniela Pallaro     | Padova Triathlon             | 00:12:01 | 00:34:41 | 00:21:33 | 01:08:15 |
| 14   | Margie Santimaria   | Atletica Bellinzago          | 00:10:52 | 00:33:58 | 00:23:44 | 01:08:34 |
| 15   | Sara Tavecchio      | Triathlon Cremona Stradivari | 00:12:00 | 00:34:28 | 00:22:14 | 01:08:42 |
| 16   | Manuela Ascoli      | Minerva Roma                 | 00:11:44 | 00:34:52 | 00:22:35 | 01:09:11 |
| 17   | Erica Facchini      | Vigili del Fuoco Triathlon   | 00:10:41 | 00:34:12 | 00:25:02 | 01:09:55 |
| 18   | Cristina Giribon    | Fiamme Oro                   | 00:11:52 | 00:34:40 | 00:23:27 | 01:09:59 |
| 19   | Elena Cavallini     | T.D. Rimini                  | 00:11:38 | 00:34:53 | 00:23:33 | 01:10:04 |
| 20   | Dina Braguti        | Los Tigres                   | 00:12:13 | 00:34:22 | 00:23:46 | 01:10:21 |